# Капела дељи Спирити (Напуљ)
Капела дељи Спирити је насеље у Италији у округу Напуљ, региону Кампанија.
Према процени из 2011. у насељу је живело 275 становника. Насеље се налази на надморској висини од 45 м.